# Рамос Лима, Рамон
Рамон Рамос Лима (порт. Ramon Ramos Limas более известный, как Рамон порт. Ramon; род. 13 марта 2001, Сан-Жуан-ди-Мерити, Рио-де-Жанейро) — бразильский футболист, защитник клуба «Олимпиакос».

## Клубная карьера
Рамон — воспитанник клубов «Нова-Игуасу» и «Фламенго». 18 января 2018 года в поединке Лиги Кариока против «Волта-Редонда» защитник дебютировал за основной состав последних. 10 сентября 2020 года в матче против «Флуминенсе» он дебютировал в бразильской Серии А. В составе клуба игрок выиграл чемпионат, а также трижды Лигу Кариока. В 2022 года для получения игровой практики Рамон на правах аренды перешёл в «Ред Булл Брагантино». 12 апреля в матче против «Жувентуде» он дебютировал за новый клуб. По окончании аренды защитник вернулся во «Фламенго».
В начале 2023 года Рамон перешёл в греческий «Олимпиакос». Сумма трансфера составила 1,5 млн. евро.

## Достижения
Командные
 «Фламенго»
- Победитель бразильской Серии A (1) — 2020
- Чемпион Лиги Кариока (3) — 2019, 2020, 2021
- Обладатель Суперкубка Бразилии (2) — 2020, 2021